# 生田滋
生田 滋（いくた しげる、1935年11月2日 - 2024年1月17日）は、日本の東南アジア史研究者。大東文化大学名誉教授。専門は、前近代の東南アジア史、大航海時代史、古琉球史。旧満洲国・ハルビン市生まれ。

## 経歴
1959年、東京大学文学部東洋史学科を卒業。1961年、同大学院人文科学研究科修士課程（東洋史専攻）を修了。同年、財団法人東洋文庫入職。同文庫附置ユネスコ東アジア文化研究センター研究員、同調査資料室長を経て、1986年から大東文化大学国際関係学部国際文化学科教授。2006年3月、同大を定年退職。同年から同大名誉教授。
2024年1月17日午前6時、病気療養中のところ東京都内の病院で死去、満88歳没。

## 人物
東南アジア史を出発点として、西洋史と東洋史を合わせる新しい研究領域の開拓した。岩波書店の「大航海時代叢書」における業績は、ヨーロッパ人のアジアに関する地誌や旅行記を、ヨーロッパ海外進出史の成果をふまえつつ、アジア史の視点から捉えなおすものだった。また、財団法人東洋文庫附置ユネスコ東アジア文化研究センターの在職中には、同法人の東南アジア関連の蔵書の充実に貢献した。加えて、1989年からは沖縄県教育委員会の歴代宝案編集事業に委員として参画し、琉球史を世界史に位置付ける研究をつづけた。

## 著作
- 『大航海時代とモルッカ諸島 ポルトガル、スペイン、テルナテ王国と丁字貿易』中央公論社〈中公新書〉、1998年。ISBN 4121014332。
- 『ヴァスコ・ダ・ガマ 東洋の扉を開く』原書房、1992年。ISBN 4562023066。
- 『東南アジア近代史　1500‐1900』大東文化大学国際関係学部（文部科学省「特色ある大学教育支援プログラム（2006年度）選定「アジア理解教育の総合的取り組み」刊行物シリーズNo.1）、2007年。ISBN 978-4-9903587-0-9。
- 『東南アジア現代史　1900‐2000』大東文化大学国際関係学部（文部科学省「特色ある大学教育支援プログラム（2006年度）選定「アジア理解教育の総合的取り組み」刊行物シリーズNo.14）、2009年、ISBN 978-4-9904305-7-3

### 共編
- 『西欧文明と東アジア』榎一雄編、平凡社（東西文明の交流５）、1971年
- 『東南アジア現代史Ⅱ　フィリンピン・マレーシア・シンガポール』池端雪浦共著、山川出版社（世界の現代史６）、1977年、ISBN 978-4-634-42060-1
- 『東南アジア現代史Ⅳ　ビルマ・タイ』和田久徳・萩原弘明共著、山川出版社（世界の現代史８）、1983年、ISBN　978-4-634-42080-9
- 『南島の稲作文化 与那国島を中心に』法政大学出版局、1984年。ISBN 4588352040。
- 『大航海時代』福武書店 サイエンス・アイ、1984年。新版1986年。講演冊子（他は高橋均・増田義郎）
- 『東アジア民族の興亡 漢民族と異民族との四千年』日本経済新聞社、1997年。ISBN 4532162289。
- 『瀬戸内の海人たちⅡ　水軍—情報がもたらした文化と経済』森浩一・網野善彦・山内譲共著、愛媛新聞社、1998年、ISBN　900248-55-x c0021
- 『東南アジアの伝統と発展』石澤良昭共著、中央公論社〈世界の歴史13〉、1998年。中公文庫、2009年。ISBN 4122052211
- 『ヨーロッパ世界の拡張 東西交易から植民地支配へ』世界思想社〈世界思想ゼミナール〉、2001年。ISBN 4790708543。

### 分担執筆
- 『アジアの芸術と文化―エロスをめぐって』田辺清編、未来社（21世紀の民族と国家第10巻）、1998年、ISBN　4-624-93410-5
- 『海の回廊と文化の出会い ―アジア・世界をつなぐ―』橋本征治編著、関西大学出版部（関西大学東西学術研究所 国際共同研究シリーズ７）、2009年、ISBN　978-4-87354-474-8 C3022

### 翻訳
- トメ・ピレス『東方諸国記』岩波書店〈大航海時代叢書〉、1966年。
- ヘンドリック・ハメル『朝鮮幽囚記』平凡社〈東洋文庫〉、1969年。
- ダンカン・カースルレイ『大航海時代　図説 探検の世界史1』集英社、1975年。
- ジョアン・デ・バロス『アジア史1』岩波書店〈大航海時代叢書〉、1980年。ISBN 4000085220。
- ハウトマンほか『東インド諸島への航海』岩波書店〈大航海時代叢書〉、1981年。
- ファン・フーンス他『オランダ東インド会社と東南アジア』岩波書店〈大航海時代叢書〉、1988年。ISBN 400008531X。
- M・N・ピアスン『ポルトガルとインド 中世グジャラートの商人と支配者』岩波書店〈岩波現代選書〉、1984年。ISBN 4000047671。